# Annual Review of Physical Chemistry
Annual Review of Physical Chemistry is een internationaal, aan collegiale toetsing onderworpen wetenschappelijk tijdschrift op het gebied van de fysische chemie.
De naam wordt in literatuurverwijzingen meestal afgekort tot Annu. Rev. Phys. Chem.
Het wordt uitgegeven door Annual Reviews en verschijnt jaarlijks.
Het eerste nummer verscheen in 1950.
Het tijdschrift publiceert overzichtsartikelen die op uitnodiging van de redactie worden geschreven, en heeft dan ook een relatief hoge impactfactor.